# Sphragifera subapicalis
Sphragifera subapicalis là một loài bướm đêm trong họ Noctuidae.